# Соціалістичний Інтернаціонал Молоді
Соціалістичний інтернаціонал молоді (СІМ) — міжнародне об'єднання молодіжних соціал-демократичних організацій. Створений у 1907 р. й існував до Другої світової війни. Заснований на міжнародній конференції соціалістичних союзів молоді, яка відбулася 24-26 серпня 1907 р. в Штутгарті. На 1912 р. об'єднував 170 тис. членів молодіжних організацій 17 країн. Після Жовтневого перевороту 1917 р. в Росії частина організацій перейшла до Комуністичного інтернаціоналу молоді (КІМ). У 1923 р. Соціалістичний інтернаціонал молоді приєднався до Соціалістичного робітничого інтернаціоналу. У 1946 р. СІМ відновив свою діяльність під назвою Міжнародний союз молодих соціалістів як молодіжна секція Соцінтерну.
Соціалістичний робітничий інтернаціонал. Міжнародне об'єднання соціал-демократичних партій, створене в 1923 р. Заснований на об'єднавчому конгресі Бернського та II ½ Інтернаціоналу в травні 1923 р. у Гамбурзі. В основі ідеології лежали доктрини «організованого капіталізму», «господарської демократії», заперечення диктатури пролетаріату. Виступав проти політики Комінтерну. Після захоплення фашистськими військами Бельгії (з 1935 р. у Брюсселі знаходилась штаб-квартира організації) його діяльність припиняється.